# Ortegal-foki csata
Az Ortegal-foki csata 1805. november 4-én zajlott le az Ortegal-foknál Északnyugat-Spanyolország partjainál. Ez az ütközet volt a trafalgari csata utolsó akciója.

## Előzmények
Pierre Dumanoir le Pelley francia ellentengernagy négy hajójával nem vett részt a trafalgari ütközetben, csak mozdulatlan szemlélője volt az eseménynek. November 3-án a spanyol partoknál megpillantotta Sir Richard Strachan angol ellentengernagy nagyobb flottáját, ami elől ki akart térni.

## A csata
Sir Richard Strachan angol ellentengernagy a Caesar, Hero, Courageux, Namur sorhajóval és négy fregattal döntő vereséget mért és elfoglalta a Pierre Dumanoir le Pelley francia ellentengernagy irányította hajórajt: a Formidable, Scipion, Duguay-Trouin és Mont Blanc hajókat, amelyek kimaradtak a két héttel korábban vívott trafalgari csatából.

## Következmények
Ezzel a vereséggel a francia flotta gyakorlatilag megsemmisült és az angol flotta lett a tengerek szinte korlátlan ura. Az elfoglalt francia hajókat besorozták az angol flotta sorhajó kötelékébe, Formidable-ból HMS Brave, a Scipion-ból HMS Scipion, Duguay-Trouin-ból HMS Implacable, a Mont-Blanc-ból HMS Mont Blanc lett. A francia ellentengernagy a csatában a fején sebesült meg, hadifogságba került Angliába és sokáig viselnie kellett a veresége szégyenét.

## Csatarend
| Strachan hajóraja                                        | Strachan hajóraja | Strachan hajóraja | Strachan hajóraja | Strachan hajóraja               | Strachan hajóraja | Strachan hajóraja | Strachan hajóraja | Strachan hajóraja | Strachan hajóraja | Strachan hajóraja |
| Hajó                                                     | Fokozat           | Fegyverzet        | Tengerészet       | Parancsnok                      | Veszteségek       | Veszteségek       | Veszteségek       | Megjegyzés        |                   |                   |
| Hajó                                                     | Fokozat           | Fegyverzet        | Tengerészet       | Parancsnok                      | Halott            | Sebesült          | Teljes veszteség  | Megjegyzés        |                   |                   |
| -------------------------------------------------------- | ----------------- | ----------------- | ----------------- | ------------------------------- | ----------------- | ----------------- | ----------------- | ----------------- | ----------------- | ----------------- |
| HMS ''Caesar''                                           | harmadosztály     | 80                |                   | kapitány Sir Richard Strachan   | 4                 | 25                | 29                |                   |                   |                   |
| HMS ''Hero''                                             | harmadosztály     | 74                |                   | kapitány Hon. Alan Hyde Gardner | 10                | 51                | 61                |                   |                   |                   |
| HMS ''Courageux''                                        | harmadosztály     | 74                |                   | kapitány Richard Lee            | 1                 | 13                | 14                |                   |                   |                   |
| HMS ''Namur''                                            | harmadosztály     | 74                |                   | kapitány Lawrence Halsted       | 4                 | 8                 | 12                |                   |                   |                   |
| HMS ''Santa Margarita''                                  | ötödosztály       | 36                |                   | kapitány Wilson Rathbone        | 1                 | 1                 | 2                 |                   |                   |                   |
| HMS ''Aeolus''                                           | ötödosztály       | 32                |                   | kapitány Lord William Fitzroy   | 0                 | 3                 | 3                 |                   |                   |                   |
| HMS ''Phoenix''                                          | ötödosztály       | 36                |                   | kapitány Thomas Baker           | 2                 | 4                 | 6                 |                   |                   |                   |
| HMS ''Révolutionnaire''                                  | ötödosztály       | 38                |                   | kapitány Hon. Henry Hotham      | 2                 | 6                 | 8                 |                   |                   |                   |
| Veszteség: 24 halott, 111 sebesült, 135 teljes veszteség |                   |                   |                   |                                 |                   |                   |                   |                   |                   |                   |

| Dumanoir le Pelley hajóraja                  | Dumanoir le Pelley hajóraja | Dumanoir le Pelley hajóraja | Dumanoir le Pelley hajóraja | Dumanoir le Pelley hajóraja               | Dumanoir le Pelley hajóraja | Dumanoir le Pelley hajóraja | Dumanoir le Pelley hajóraja | Dumanoir le Pelley hajóraja    | Dumanoir le Pelley hajóraja | Dumanoir le Pelley hajóraja |
| Hajó                                         | Fokozat                     | Fegyverzet                  | Tengerészet                 | Parancsnok                                | Veszteségek                 | Veszteségek                 | Veszteségek                 | Megjegyzés                     |                             |                             |
| Hajó                                         | Fokozat                     | Fegyverzet                  | Tengerészet                 | Parancsnok                                | Halott                      | Sebesült                    | Teljes veszteség            | Megjegyzés                     |                             |                             |
| -------------------------------------------- | --------------------------- | --------------------------- | --------------------------- | ----------------------------------------- | --------------------------- | --------------------------- | --------------------------- | ------------------------------ | --------------------------- | --------------------------- |
| Formidable                                   | harmadosztály               | 80                          |                             | Pierre Dumanoir le Pelley ellentengernagy | -                           | -                           | -                           | Elfoglalva, HMS Brave          |                             |                             |
| Scipion                                      | harmadosztály               | 74                          |                             | kapitány Berrenger                        | -                           | -                           |                             | Elfoglalva, HMS Scipion        |                             |                             |
| Duguay-Trouin                                | harmadosztály               | 74                          |                             | kapitány Toufett †                        | -                           | -                           | -                           | Elfoglalva, HMS ''Implacable'' |                             |                             |
| Mont Blanc                                   | harmadosztály               | 74                          |                             | kapitány Lavillegris                      | -                           | -                           | -                           | Elfoglalva, HMS Mont Blanc     |                             |                             |
| Veszteségek: 730 halott és sebesült          |                             |                             |                             |                                           |                             |                             |                             |                                |                             |                             |
| Forrás: Adkin, p. 535; Fremont-Barnes, p. 86 |                             |                             |                             |                                           |                             |                             |                             |                                |                             |                             |

Jelkulcs
- A † azt jelzi, ahol a parancsnok meghalt vagy halálos sebet kapott.

## Fordítás
- Ez a szócikk részben vagy egészben  a   Battle of Cape Ortegal című angol Wikipédia-szócikk fordításán alapul.  Az eredeti cikk szerkesztőit annak laptörténete sorolja fel. Ez a jelzés csupán a megfogalmazás eredetét és a szerzői jogokat jelzi, nem szolgál a cikkben szereplő információk forrásmegjelöléseként.